# Giżkowo
Giżkowo – osada w Polsce położona w województwie zachodniopomorskim, w powiecie kamieńskim, w gminie Kamień Pomorski, przy drodze wojewódzkiej nr 106 Rzewnowo - Stargard - Pyrzyce. Na południe od osady leży Jezioro Śniatowskie.
W latach 1975–1998 miejscowość administracyjnie należała do województwa szczecińskiego.

## Historia
Pierwsza historyczna wzmianka o miejscowości pochodzi z 1378 roku gdy należała do dwóch rodów rycerskich: von Knuth i von Mellin. W 1687 roku rodzina von Mellin wykupiła cały majątek wraz z powiązanym folwarkiem Ganiec. W 1803 roku spadkobierczyni von Mellin sprzedała ziemie Henningowi von Blankenburg. W 1834 roku majątek kupił syndyk i administrator kapituły kamieńskiej, radca M. F. Kreich. W 1842 roku majątek przeszedł jako posag wnuczki na rodzinę von Neste. W 1884 roku właścicielem folwarku był Hasso von Flemming z Benic. W 1892 roku majątek obejmował 513 ha ziemi i hodowlę 1050 owiec. W 1899 roku Kurd von Flemming połączył posiadane majątki, w tym Giżkowo w klucz majątkowy Benice. W 1939 roku właścicielem folwarku był Hasso von Flemming, a zarządcą W. Mattern. Po 1945 roku majątek wszedł w skład PGR. Po II wojnie światowej był to przysiółek zniesionej wsi Gardziec.

## Dwór
We wsi znajduje się dwór zbudowany na początku XIX wieku w stylu neoklasycystycznym. Jest to parterowy budynek o powierzchni 500 m², założony na rzucie prostokąta, kryty dwuspadowym dachem z naczółkami. Dwór najprawdopodobniej był wykorzystywany jako siedziba administratora majątku. W sąsiedztwie znajduje się park dworski o powierzchni 3 ha z drugiej połowy XIX w. Obiekt jest dostępny z zewnątrz.